# 8436 Leucopsis
8436 Leucopsis è un asteroide della fascia principale. Scoperto nel 1971, presenta un'orbita caratterizzata da un semiasse maggiore pari a 3,0975359 UA e da un'eccentricità di 0,1213142, inclinata di 4,19714° rispetto all'eclittica.